# Red to Kill
Red to Kill (chinês: 弱殺; pinyin: ruò shā) é um filme de Hong Kong lançado em 1994. Recebeu a classificação Cat III pelo altíssimo teor de violência, abusos, e sexo. Foi dirigido por Billy Tang.

## Elenco
- Lily Chung - Ming-Ming Yuk Kong
- Money Lo - Ka Lok Cheung, the social worker
- Ben Ng - Chi Wai Chan
- Bobby Yip - Ugly Mental Patient

## Ligações Externas
- Red to Kill. no IMDb.
- lovehkfilm entry